# Iglesia cristiana copta jamaicana
La Iglesia cristiana copta jamaicana, también conocida como Iglesia etíope copta Sion, es un movimiento religioso nacido en Jamaica en la década de 1950, basado en las enseñanzas de Marcus Garvey. Los miembros del movimiento consideran que la redención del hombre negro y blanco debe efectuarse a la vez y propician el consumo ritual de cannabis. La comunidad, que opera una granja colectiva en Jamaica, está relacionada con el rastafarismo, pero es una entidad independiente. El fundador de la iglesia fue Thomas Reilly, también conocido como el Hermano Louv. En 1975 esta Iglesia se expandió al estado de Florida en los Estados Unidos. 
La Iglesia fue condenada por el contrabando de grandes cantidades de cannabis de Jamaica a Miami. Aparecieron a finales de la década de 1970 (28 de octubre de 1979) en un episodio del programa periodístico estadounidense "60 minutos".
En los años 1980, la iglesia publicó un periódico gratuito que promovía las ideas de Garvey y defendía la despenalización de la marihuana. En 1986 la organización participó en las audiencias de la DEA sobre la reprogramación del uso de cannabis en los Estados Unidos.
La Iglesia Copta Jamaicana no está asociada con Iglesias en comunión con Alejandría, que aceptan la primacía del patriarca de Alejandría (Iglesia ortodoxa de Alejandría, Iglesia ortodoxa copta, Copta de Alejandría, Copta Etíope, Copta Eritrea o la Católica copta).